# Chelonistele unguiculata
Chelonistele unguiculata är en orkidéart som beskrevs av Cedric Errol Carr. Chelonistele unguiculata ingår i släktet Chelonistele och familjen orkidéer. Inga underarter finns listade i Catalogue of Life.